# Saint-Julien-d'Oddes
Saint-Julien-d'Oddes este o comună în departamentul Loire din sud-estul Franței. În 2009 avea o populație de 264 de locuitori.

## Evoluția populației
| An        | 1975 | 1982 | 1990 | 1999 | 2006 | 2009 |
| --------- | ---- | ---- | ---- | ---- | ---- | ---- |
| Populație | 217  | 248  | 252  | 258  | 251  | 264  |